# Carlos Frederico Moreira Porto
Carlos Frederico Moreira Porto (Jacareí, 28 de setembro de 1856 — século XX) ou Coronel Carlos Porto como era conhecido em função do título de Coronel Comandante Superior da Guarda Nacional da Comarca de Jacareí que lhe foi concedido pelo Marechal Floriano Peixoto em 1893, foi um político brasileiro.

## Biografia
Membro do Partido Republicano Paulista, iniciou-se na política sendo eleito intendente de Jacareí, cargo que ocupou entre os anos de 1896 e 1898. Também foi eleito Deputado na Câmara do Congresso Legislativo do Estado de São Paulo por três legislaturas (1898 - 1900, 1901 - 1903 e 1904 - 1906). Era um político dedicado especialmente a área da Educação, destacando-se pela implantação, em 1896, do Primeiro Grupo Escolar de Jacareí no antigo Solar Gomes Leitão - prédio hoje ocupado pelo Museu de Antropologia do Vale do Paraíba - e que acabou recebendo seu nome como homenagem.